# Roksana Zasina
Roksana Zasina est une lutteuse polonaise née le 21 juillet 1988 à Łódź.

## Palmarès

### Championnats du monde
- Médaille de bronze en catégorie des moins de 53 kg en 2017 à Paris

### Championnats d'Europe
- Médaille d'or en catégorie des moins de 51 kg en 2013 à Tbilissi
- Médaille d'argent en catégorie des moins de 55 kg en 2021 à Varsovie
- Médaille d'argent en catégorie des moins de 55 kg en 2018 à Kaspiisk
- Médaille de bronze en catégorie des moins de 55 kg en 2016 à Riga

### Jeux européens
- Médaille d'argent en catégorie des moins de 53 kg en 2015 à Bakou